# Bodhisattva Fukyo
Bodhisattva Fukyo o Bodhisattva Jamás Despreciar (japonés fukyo-bosatsu), es un bodhisattva que aparece en el capítulo veinte “Jamás Despreciar” del Sutra del Loto.

## Papel en el Sutra del Loto
A través de él el Buda Shakyamuni ilustra tanto el beneficio de abrazar como de propagar el Sutra del Loto y la gravedad de la retribución karmika por calumniar al devoto del Sutra del Loto. En ese capítulo se describe a este bodhisattva viviendo en el Día Medio de la Ley después de la muerte de un Buda llamado Rey Sonido Asombroso, en un tiempo en que monjes arrogantes sostenían gran poder y autoridad. Jamás Despreciar veneraba a todas las personas, repitiendo la frase “Yo tengo profunda reverencia por usted, yo nunca me atrevería a tratarle con irrespeto o arrogancia. Porque? Porque todos están practicando el camino del Bodhisattva y están seguros de alcanzar la Budeidad.”
Monjes, monjas, laicos y laicas lo insultaban y atacaban con palos y piedras. Bodhisattva Fukyo, de cualquier forma, perseveraba en su práctica y alcanzó la purificación de los seis sentidos a través del beneficio del Sutra del Loto. Cuando los clérigos arrogantes y laicos que trataron a Jamás Despreciar con ridículo y hostilidad, escucharon su predica y vieron que él había purificado sus sentidos, tomaron fe en él y se volvieron sus discípulos. Pero debido a sus anteriores ofensas al tratarlo con animosidad, ellos no encontraron a un Buda, no escucharon la ley, ni vieron a una congregación de monjes por doscientos millones de kalpas. Por mil kalpas, ellos pasaron grandes sufrimientos en el infierno Avichi. Después de haber pagado por sus ofensas, ellos de nuevo encontraron al Bodhisattva Jamás Despreciar y recibieron instrucción del sobre como alcanzar suprema y perfecta iluminación.
Esta historia ilustra el principio de alcanzar la Budeidad a través de relación inversa, o la conexión establecida con la correcta enseñanza a través de no aceptarla y calumniarla. Shakyamuni también identifica al Bodhisattva Jamás Despreciar 
(Fukyo)como el mismo en una existencia anterior y revela que aquellos que lo atacaron están presentes en la gran asamblea del Pico del Águila citada en el Sutra del Loto.